# Instituut voor de Dekolonisatie van Suriname
Het Instituut voor de Dekolonisatie van Suriname (Dekosur) is een Surinaamse organisatie opgericht in 2019 die zich ten doel stelt om de geschiedenis van Suriname te herschrijven vanuit een dekoloniaal, Surinaams perspectief. Suriname is het derde Zuid-Amerikaanse land met een dergelijk instituut, na Venezuela en Bolivia. Dekosur verzorgt publicaties en lezingen en werkt samen met het Decolonial International Network (DIN).

## Oprichting
Dekosur werd op 16 april 2019 gepresenteerd in Royal Ballroom Torarica. Aan de oprichting staat Dew Baboeram (pseudoniem Sandew Hira), die ook de wetenschappelijk directeur is. De algemeen directeur is Moejinga Linga, de voorzitter Ellen Naarendorp en de secretaris Stanley Sidoel. Sidoel nam daarnaast de functie van penningmeester in, die aanvankelijk werd ingevuld door de begin 2019 overleden Jan Soebhag. De presentatie werd bijgewoond door minister Lilian Ferrier van Onderwijs, Wetenschap en Cultuur en oud-minister en ambassadeur Harvey Naarendorp. Naarendorp noemde dekolonisatie van Suriname 'niet anti-Nederland'.

## Doelstelling
Dekosur gebruikt de termen kolonisatie en dekolonisatie in brede zin, dat wil zeggen niet zozeer staatkundig-juridisch, maar vooral in economische en culturele zin (mentale dekolonisatie). Het dekolonisatieproces is in die zin nog niet afgerond en evaluatie van de geschiedenisschrijving een belangrijk onderdeel van de dekolonisatie. Dekosur wil daartoe onderzoek verrichten, publicaties over de geschiedenis van Suriname bevorderen en educatieve programma's ontwikkelen over de 'dekolonisatie van de geest' (Decolonizing the mind). 

## Kritiek
Voor een plan om een zesdelige encyclopedie te schrijven over de geschiedenis van Suriname ontving Dekosur in 2019 een meerjarensubsidie van de Surinaamse Postspaarbank (SPSB). De plannen van Dekosur werden echter kritisch ontvangen in Suriname. Het commentaar richtte zich met name op de initiatiefnemers die banden hebben met het regime-Bouterse. Zo kenschetsten Theo Para en Hugo Essed Dekosur als een niet-wetenschappelijk propaganda-orgaan om het proces over de Decembermoorden te doen stopzetten. Zij beschouwen Dew Baboeram in deze als een partijdig persoon.